# كيث بيكر
كيث بيكر (بالإنجليزية: Keith Baker)‏ هو لاعب كرة قدم أمريكية ولاعب كرة القدم الكندية أمريكي، ولد في 4 يونيو 1957 في دالاس في الولايات المتحدة.

## وصلات خارجية
- كيث بيكر على موقع مرجع كرة القدم المحترفة.كوم (الإنجليزية)